# Капель, Артур, 1-й граф Эссекс
Артур Капель (англ. Arthur Capell; январь 1631 — 13 июля 1683, Тауэр, Лондон, Королевство Англия) — английский аристократ, 2-й барон Капель с 1649 года, 1-й виконт Малден и 1-й граф Эссекс с 1661 года. Занимал должности лорда-лейтенанта Хартфордшира и Уилтшира, лорда-наместника Ирландии (1672—1677), заседал в Тайном совете. В 1683 году был заподозрен в участии в заговоре и умер в заключении.

## Биография
Артур Капель родился в январе 1631 года и стал старшим ребёнком в семье Артура Капеля, 1-го барона Капеля, и его жены Элизабет Моррисон. В 1649 году его отец, участвовавший в гражданской войне на стороне короля, был казнён, и Артур-младший унаследовал семейные владения и права на баронский титул. После Реставрации Стюартов он получил в память об отцовских заслугах пост лорда-лейтенанта Хартфордшира (1660), титулы виконта Малдена и графа Эссекса (1661). В 1668—1672 годах Капель был лордом-лейтенантом Уилтшира, в 1669 — послом в Дании, с 1672 года он заседал в Тайном совете.
В 1672—1677 годах граф был лордом-наместником Ирландии. В этом качестве он проводил политику веротерпимости (хотя был убеждённым протестантом), ограничивал самостоятельность провинций, стремился улучшить финансовую систему, выступал за созыв ирландского парламента. В начале 1679 года Капеля снова прочили в лорды-наместники, но вместо этого он был назначен первым лордом казначейства. Граф считался одним из лидеров условной оппозиции, на основе которой впоследствии сформировалась партия вигов: он выступал за лишение прав на престол принца Джеймса, тайного католика. В июне 1683 года Капель был арестован по овбинению в заговоре и отправлен в Тауэр, а 13 июля он был найден мёртвым, с перерезанным горлом. Остаётся неясным, было ли это убийство или самоубийство.

## Семья
Артур Капель был женат на Элизабет Перси, дочери Элджернона Перси, 10-го графа Нортумберленда, и Энн Сесил. В этом браке родились шесть сыновей и две дочери, но до взрослых лет дожили только один сын и одна дочь:
- Элджернон (1670—1710), 2-й граф Эссекс[7];
- Энн (приблизительно 1675—1752), жена Чарльза Говарда, 3-го графа Карлайла[8].